# Soltra József-gyilkosság
A Soltra-gyilkosságot a fehérterror idején követték el. 1920. november 10-én a fővárost járó tiszti különítményesek meggyilkolták Soltra József rendőrtisztet és súlyosan megsebesítették a segítségére siető rendőrellenőrt. Maga a gyilkosság politikai motiváció nélkül, egy garázdaság részeként történt, ám Horthy Miklós kormányzó ezen bűncselekmény után szánta el magát, hogy leszámol az országban önbíráskodó és fosztogató jobboldali katonai különítményekkel. A gyilkosság napokig tartó letartóztatási hullámhoz és fegyveres utcai összecsapásokhoz vezetett Budapesten, középtávon pedig a korabeli magyarországi szélsőjobb megrendülését okozta. A gyilkosságot követően Horthy Miklós helyzete megerősödött.

## A gyilkosság előzményei
A Magyarországi Tanácsköztársaság bukása után az új jobboldali irányítású állam még hosszú ideig csak nagy nehézségek árán tudott úrrá lenni az országban uralkodó zűrzavaron. A rend helyreállítását és a rendszer megszilárdítását kiváltképp akadályozták egyes jobboldalhoz kötődő katonai csoportok, amelyeknek tagjai a kommunisták elleni politikai bosszúhadjáratuk közben köztörvényes bűncselekményeket is elkövettek. Míg a tanácsköztársaság megbuktatását követő időszakban Horthy még támaszkodott ezen alakulatokra, addig 1920-ra az elszabadult hajóágyúként működő szabadcsapatok tevékenysége már kifejezetten károkat okozott az élet normalizálására és az ország konszolidálására törekvő rezsimnek. Ezek közül az egyik legkellemetlenebb szabadcsapat a budapesti Britannia-szállóban berendezkedő alakulat volt. Ez az alakulat nem csupán a jobboldalhoz közeli "fehér" katonákból állt, hanem a zsákmányszerzés lehetőségét megsejtő köztörvényes bűnözők is egyre növekvő számban csatlakoztak hozzá. A britanniásoknak nevezett csapat tagjai hónapokon keresztül járták az éjszakai Budapestet, számlájukon zsarolás, fosztogatás, súlyos testi sértések és politikainak tűnő emberölések sora szerepelt.
A gyilkosságot megelőző hetekben a Horthyval egyre elégedetlenebb radikális jobboldal két fronton is támadást indított a kormányzó rendszere ellen. A politikai szárnyat képviselő Ébredő Magyarok Egyesülete különböző akciókkal (pl. lakásfoglalások, sztrájkok szervezése, erőteljes kampány) növelte a kormányzatra gyakorolt nyomást, a hozzá kötődő félkatonai egységek pedig főként Budapesten tevékenykedtek. Ezek a rekviráló (ténylegesen fosztogató), embert rabló, éjjelenként az utcákon garázdálkodó tisztek jelentették a szélsőjobb mozgalom katonai szárnyát. Felfegyverzett alakulataik az állami rendfenntartó erők gyengesége miatt kifejezetten ütőképes egységeknek számítottak egy kiéleződő politikai küzdelem esetén, a velük való konfliktust a rendőrség kerülni igyekezett. A Horthy körül csoportosuló konzervatív jobboldal úgy vélte, hogy a radikális jobboldal a Héjjas Iván és Prónay körül szerveződő félkatonai egységek aktivizálásával hatalomváltást akar kieszközölni.

## A gyilkosság
1920. november 10-én szerdán hajnalban, 2 óra 30 perc körül az Oktogon környékén szolgálatot teljesítő Miklós József rendőrellenőr segélykiáltásokra lett figyelmes. A tér egyik oldalán tiszti egyenruhás fiatalemberek egy csoportját vette észre, akik egy hazafelé tartó nyomdászt bántalmaztak. A rendőrellenőr láttán a csoportosulás abbahagyta a férfi ütlegelését és a Nyugati pályaudvar irányába távoztak. A Nyugati felől érkezett a segélykiáltásokra szintén felfigyelő Soltra József rendőr, aki az Aradi utca és a Teréz körút sarkán szembetalálkozott a garázda csoporttal. A rendőr összeszólalkozott a túlerőben lévő különítményesekkel. Szorult helyzetét látva Miklós rendőrellenőr Soltra segítségére sietett és igyekezett őt az Oktogon felé elrángatni a helyszínről, amikor a katonák közül kivált egy háromfős csoport, akik fegyvert rántottak és Soltra rendőrt többször hátbalőtték, majd elfutottak. Soltrát a rendőrellenőr fölemelte és az Edison kávéház előtt álló szállítótargoncára fektette, majd a tettesek után indult. Miklós József a garázdák után lőtt, ám azok visszafordultak és rá is tüzet nyitottak, súlyosan megsebesítve a rendőrellenőrt is. Miután Miklós is a földre rogyott a különítményesek köré gyűltek, a rendőrellenőr kezéből kicsavarták fegyverét, majd a sebesült durva bántalmazása után elfutottak. Soltra József tüdeje, mája és gyomra oly súlyosan sérült, hogy az orvos megérkezése előtt meghalt. Miklós lőtt és vágott sebekkel ugyan, de túlélte a különítményesekkel való konfliktust. A gyilkosságnak több szemtanúja is volt, akik a garázdákat a Britannia szállóban megtelepedett félkatonai alakulat tagjaiként azonosították.

## Az eset következményei

### Nyomozás és statáriális ítéletek
Soltra József meggyilkolása nagy felháborodást és tiltakozást váltott ki. Horthy a rendőrtiszt halála után halaszthatatlannak látta a szélsőjobboldali tiszti alakulatok lefegyverzését. Héjjas Iván ingerülten vette tudomásul, hogy emberei meggyilkoltak egy rendőrt, de felkészült az alakulatai birtokában lévő épületek fegyveres védelmére. A kaput elbarikádozták és gépfegyverállásokat állítottak fel mögöttük, a tiszteknek muníciót és gránátokat osztottak ki. A Britannia szálló előtt még a délelőtt folyamán felsorakoztak a Horthyhoz hű nemzeti hadsereg és a rendőrség egységei. Az összecsapásra végül nem került sor, mert az utcán megjelent a szabadcsapatokat szervező és a helyzet súlyosságát megértő Prónay, aki utasította Héjjas egységeit az együttműködésre. A rendőrök a nemzeti hadsereg katonáival együtt, feltűzött szuronyokkal és lövésre készen tartott fegyverekkel nyomultak be a szálloda nagytermébe, ahol megkezdődött az éjjeli gyilkosságban részes személyek azonosítása. Ez csak részben volt lehetséges, mert a tettesek egy része még az események után közvetlenül megszökött. A rendőrök végül nem csak a Soltra-gyilkosságban részes különítményeseket válogatták ki, hanem a régóta húzódó rablási, kínzási és emberrablási ügyek gyanúsítottait is. (A Britanniában állomásozó csapatok összetételét jól mutatja, hogy a letartóztatottak túlnyomó többsége valójában nem is katona, hanem katonai egyenruhát öltött civil volt.)
A nyomozók a sebesült rendőrellenőrt megverő háromfős csoport tagjaiként Mészáros Imrét, Sesevics Lászlót és egy Zólyomi (más források szerint Wagner) vezetéknevű személyt azonosítottak. Sesevicset nem sikerült elfogni, ő vélhetően elhagyta az országot és hazatért Jugoszláviába. A gyilkosság elkövetésével végül Mészáros Imrét vádolták meg, akiről szintén kiderült, hogy valójában nem is katona, hanem egyenruhát öltött civil, ezért ügyében a polgári statáriális bíróság járt el. December 17-én az ügyben megtartott főtárgyaláson a vádlottat halálra ítélték, egy nappal később fölakasztották.

### A radikális jobboldal katonai szárnyának erőszakos felszámolása
Prónay sem akarta vállalni a Horthyval való konfrontációt a Héjjas emberei által elkövetett gyilkosság miatt. A Béke szálloda előtt megjelenő Prónay néhány tisztért (így Héjjasért is) felelősséget vállalt, de a többieket a rendőrök lefegyverezték és egy részüket le is tartóztatták. A következő napokban a Horthyhoz hű csapatok folytatták a tisztogatásokat, a tiszti alakulatok által megszállt szállodákat átkutatták, félszáz különítményes tisztet tartóztattak le és számos fegyvert koboztak el. A főbb útkereszteződéseket és közlekedési csomópontokat az államrendőrség és a Horthyhoz hű nemzeti hadsereg egységei szállták meg, akik igazoltatásokkal szűrték az egyenruhásokat. A rendőrök a különítményesek után kutatva átfésülték a kávéházakat és rengeteg embert állítottak elő. A hatósági fellépésnek köszönhetően Héjjas alakulatai elkezdtek felbomlani, a különítményesek közül többen polgári ruhát öltöttek és igyekeztek eltűnni Budapestről.
November 12-én hajnalban a kormány csapatai megkísérelték birtokba venni a mátyásföldi laktanyát is, ahol báró Babarczy szabadcsapatait szállásolták el. Itt azonban kemény ellenállásba ütköztek, a délelőttig elhúzódó fegyveres harc számos áldozatot követelt a kormány és a különítményesek oldalán is. A rendőrség végül győzelmet aratott és az ostrom túlélőit letartóztatták. A szabadcsapatok felszámolásával Horthy két fontos politikai célkitűzését is elérte: egyértelműen visszaállította az állam által ellenőrzött szervezetek erőszakmonopóliumát és megakadályozta, hogy az Ébredő Magyarok Egyesülete egy katonai erővel kiegészített modern fasiszta párttá válhasson.

### Soltra József temetése
Soltra Józsefet hősi halottá nyilvánították és a Mosonyi utcai rendőrkaszárnya udvarán ravatalozták fel. Ravatalára számos állami szerv és magánvállalat koszorút küldött. A rendőrt kiemelt állami tiszteletadással nagy részvét mellett november 16-án a Kerepesi úti temetőben temették el a főváros által adományozott díszsírhelyre. A szertartáson demonstratívan részt vett Horthy Miklós kormányzó is, aki személyesen nyilvánította részvétét Soltra szüleinek és menyasszonyának.